# جمعية نيفادا
جمعية نيفادا (بالإنجليزية: Nevada Assembly) هو مجلس النواب التشريعي لولاية نيفادا الأمريكية، يقع المقر الرئيسي له في كارسون سيتي، نيفادا.